# Buddy Jeannette
Harry Edward „Buddy” Jeannette (ur. 15 września 1917 w New Kensington, zm. 11 marca 1998 w Nashua) – amerykański koszykarz, występujący na pozycji obrońcy, mistrz oraz MVP w wielu różnych ligach. Członek Koszykarskiej Galerii Sław.

## Osiągnięcia
NCAA
- Zaliczony do:
  - składu honorable mention All-America[2]
  - Pittsburgh Sun-Telegraph All-Star Team[2]
  - Akademickiej Galerii Sław Koszykówki (2006)[3]

ABL
- Wicemistrz ABL (1947 - zespół dotarł do finału, jednak zrezygnował z udziału w nim na korzyść najważniejszego wówczas w USA turnieju - World Professional Basketball)[4]

NBL
- 3-krotny mistrz NBL (1943–1945)[5]
- 2-krotny MVP turnieju World Professional Basketball (1941, 1945)[6]
- 3-krotny zwycięzca turnieju World Professional Basketball (1944-1946)[6]
- Zaliczony do:
  - I składu:
    - turnieju World Professional Basketball (1941–1943, 1945)[6]
    - NBL (1941, 1944-1946)[7]

  - II składu NBL (1943)[7]
  - składu najlepszych zawodników w historii ligi NBL (NBL All-Time Team)[8]

BAA/NBA
- Mistrz BAA (1948)[9]
- Wybrany do:
  - II składu BAA (1948)[10]
  - Koszykarskiej Galerii Sław (Naismith Memorial Basketball Hall Of Fame - 1994)[1]
- Lider:
  - sezonu zasadniczego w skuteczności rzutów z gry (1948)[11]
  - play-off w skuteczności rzutów:
    - z gry (1948)[12]
    - wolnych (1948)[13]

Trenerskie
- Mistrz BAA (1948)[9]